# Károly Hornig
Károly Hornig (ur. 10 sierpnia 1840 w Budapeszcie, zm. 9 lutego 1917 w Veszprémie) – węgierski duchowny katolicki, kardynał, biskup Veszprém.

## Życiorys
Święcenia kapłańskie przyjął 14 grudnia 1862 roku. Sekretarz kardynała Jánosa Simora arcybiskupa Ostrzyhomia. Rektor seminarium duchownego w Budapeszcie. 1 lipca 1888 roku otrzymał nominację na biskupa Veszprém, a sakrę biskupią przyjął 8 września 1888 roku w Ostrzyhomiu z rąk kard. Jánosa Simora arcybiskupa Ostrzyhomia w asyście Janosa Zalka biskupa Győr i Kornela Hidasy biskupa Szombathely. Na konsystorzu 2 grudnia 1912 roku papież Pius X wyniósł go do godności kardynalskiej z tytułem kardynała prezbiter S. Agnese fuori le mura. Uczestniczył w konklawe z 1914 roku, które wybrało na papieża Benedykta XV. 30 grudnia 1916 roku nałożył korony królewskie na Króla Károla I i Królową Zite. Zmarł 9 lutego 1917 roku w Veszprémie. Pochowano go w katedrze w Veszprémie.